# Enfermedad de Ménétrier
La enfermedad de Ménétrier, también conocida como gastropatía hipersecretoria hiperplásica y gastropatía hipertrófica perdedora de proteínas, es un trastorno de la mucosa del estómago en la que esta se hipertrofia —es decir, se vuelve más grande— haciendo que la superficie del estómago adopte un aspecto que recuerda a los surcos de un cerebro. La mucosa gástrica así alterada segrega cantidades masivas de moco, resultando en niveles plasmáticos bajos de proteínas. El tejido afectado puede verse inflamado y pueden aparecer úlceras. 

## Clasificación
Hay dos formas de la enfermedad, una forma infantil y otra forma adulta. La aparición de la enfermedad en la niñez se acompaña de mejor pronóstico. Afecta igualmente tanto a niños como a niñas y con más frecuencia después de una infección viral causada por el citomegalovirus (CMV) o una infección bacteriana causada por Helicobacter pylori. Los niños no nacen con esta enfermedad, y no se transmite de los padres a sus hijos.
La forma adulta está asociada a una sobreexpresión del gen TGF-α, es cuatro veces más frecuente en hombres que en mujeres, en particular entre las edades de 30 y 60 años.

## Cuadro clínico
Los síntomas más frecuentes son:
- Dolor posprandial, es decir, después de una comida, a menudo aliviado con antiácidos.
- Pérdida de peso y caquexia.
- Edema periférico, es decir, en las extremidades y ascitis.
- Anemia y otros síntomas relacionados con la pérdida de sangre.

La enfermedad de Ménétrier aumenta el riesgo de que el paciente contraiga cáncer de estómago.

## Histología

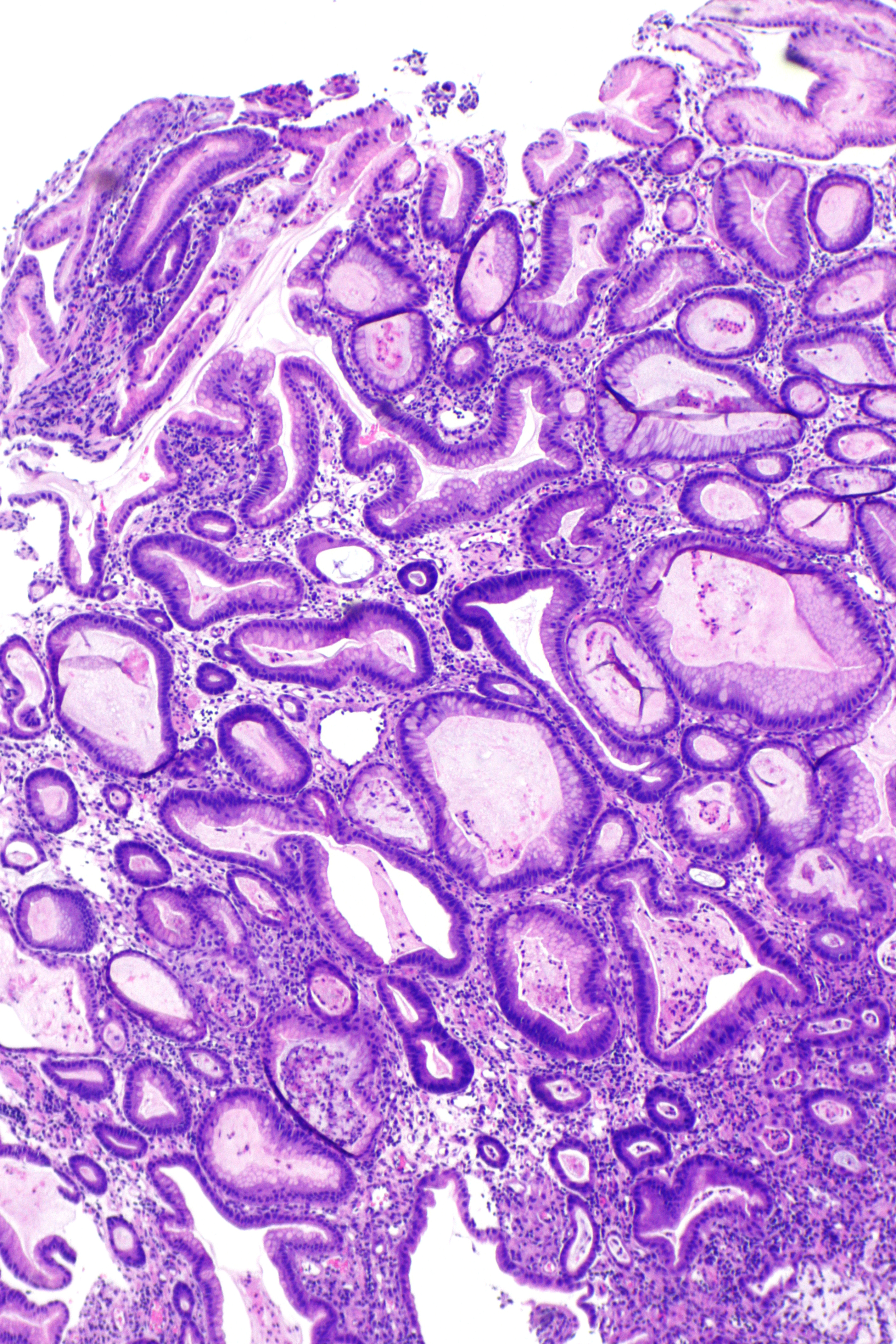
Micrografía de estómago afectado. Tinción de hematoxilina-eosina.

Bajo el microscopio, la enfermedad se caracteriza por hiperplasia de los pliegues del estómago, los cuales se alargan formando apariencias quísticas o en espiral. Por razón de que predispone al cáncer de estómago, es recomendable el monitoreo endoscópico periódico.

## Diagnóstico
Las alteraciones de la enfermedad de Ménétrier pueden ser diagnosticadas por endoscopia o una biopsia del estómago. En adultos, el único tratamiento es la gastrectomía y una dieta alta en proteína. Puede que parte o todo el estómago sea removido en casos en que la enfermedad esté avanzada y grave. Los casos pediátricos por lo general se tratan solo los síntomas porque la enfermedad se cura sola con el paso de varias semanas.